# Римађо (Фиренца)
Римађо је насеље у Италији у округу Фиренца, региону Тоскана.
Према процени из 2011. у насељу је живело 783 становника. Насеље се налази на надморској висини од 80 м.